# الغسانية (جرابلس)
غسانية قرية سوريّة تتبع إداريّاً لمحافظة حلب منطقة جرابلس ناحية غندورة، بلغ تعداد سكانها 331 نسمة حسب التعداد السكاني لعام 2004.